# Buceros bicornis
El cálao bicorne (Buceros bicornis) es una especie de ave bucerotiforme de la familia Bucerotidae, de inconfundible aspecto, que habita las selvas existentes entre el noreste de la India, Indochina y la península malaya, y en la isla de Sumatra. No se reconocen subespecies.
Mide de 90 a 100 cm de longitud y puede llegar a pesar de 2 a 4kg. Sus costumbres reproductivas son únicas entre las aves ya que la hembra se "empareda" con ayuda del macho en un tronco antes de la puesta. Durante la incubación, la hembra aprovecha la seguridad del nido para mudar completamente el plumaje, siendo incapaz de volar hasta que se completa el proceso. El macho queda, de esta forma, al cargo de buscar comida y alimentar tanto a la hembra como a las crías quienes, en caso de defunción del macho, sucumbirían por la falta de alimento. Después de unas cinco semanas de la eclosión de los huevos, la hembra ha mudado completamente el plumaje, por lo que abandona el nido y ayuda al macho a buscar alimento. Una vez la madre abandona el nido, los polluelos vuelven a sellarlo desde dentro.

En la India se lo considera el ave estatal de Arunachal Pradesh y Kerala.